# Evangelický hřbitov ve Strmilově
Evangelický hřbitov ve Strmilově je malý hřbitov farního sboru Českobratrské církve evangelické v Strmilově, v Jiráskově ulici ve městě Strmilov přes louku za evangelickým kostelem a poblíž kulturního domu. Jeho rozloha činí 324 m². 
Založen byl v roce 1901.
Okolo hřbitova je kamenná zídka, plot i brána jsou kované ze železa, uprostřed hřbitova je drobná stavba, uvnitř nejsou stromy.
Na sloupech hřbitovní brány jsou nápisy — nalevo:

„Já jsem vzkříšení i život. Kdo věří ve mne, i kdyby umřel, bude žít.“;

napravo „I tělo mé odpočine v naději, neboť mě nezanecháš v říši smrti.“.
Další dva (římskokatolické) hřbitovy ve Strmilově jsou u kostela sv. Ondřeje jižně od města a v Palupíně u kostela svatého Václava.

## Osobnosti pohřbené na tomto hřbitově
- Vilém Martínek (1879–1944) – místní rodák, evangelický duchovní, kolportér biblí, regionální kronikář a historik Strmilovska

## Galerie

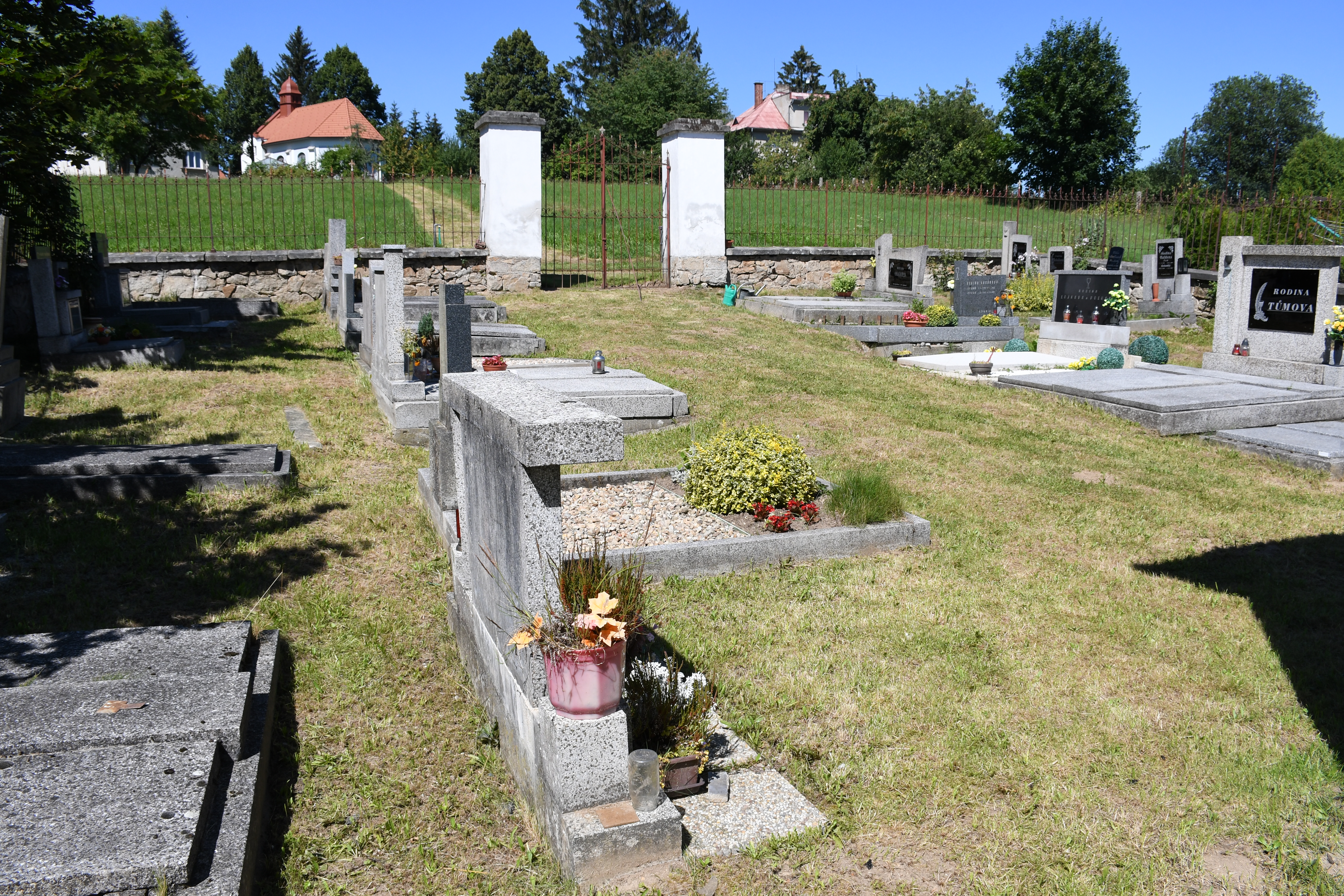
Pohled od hřbitova přes louku ke kostelu
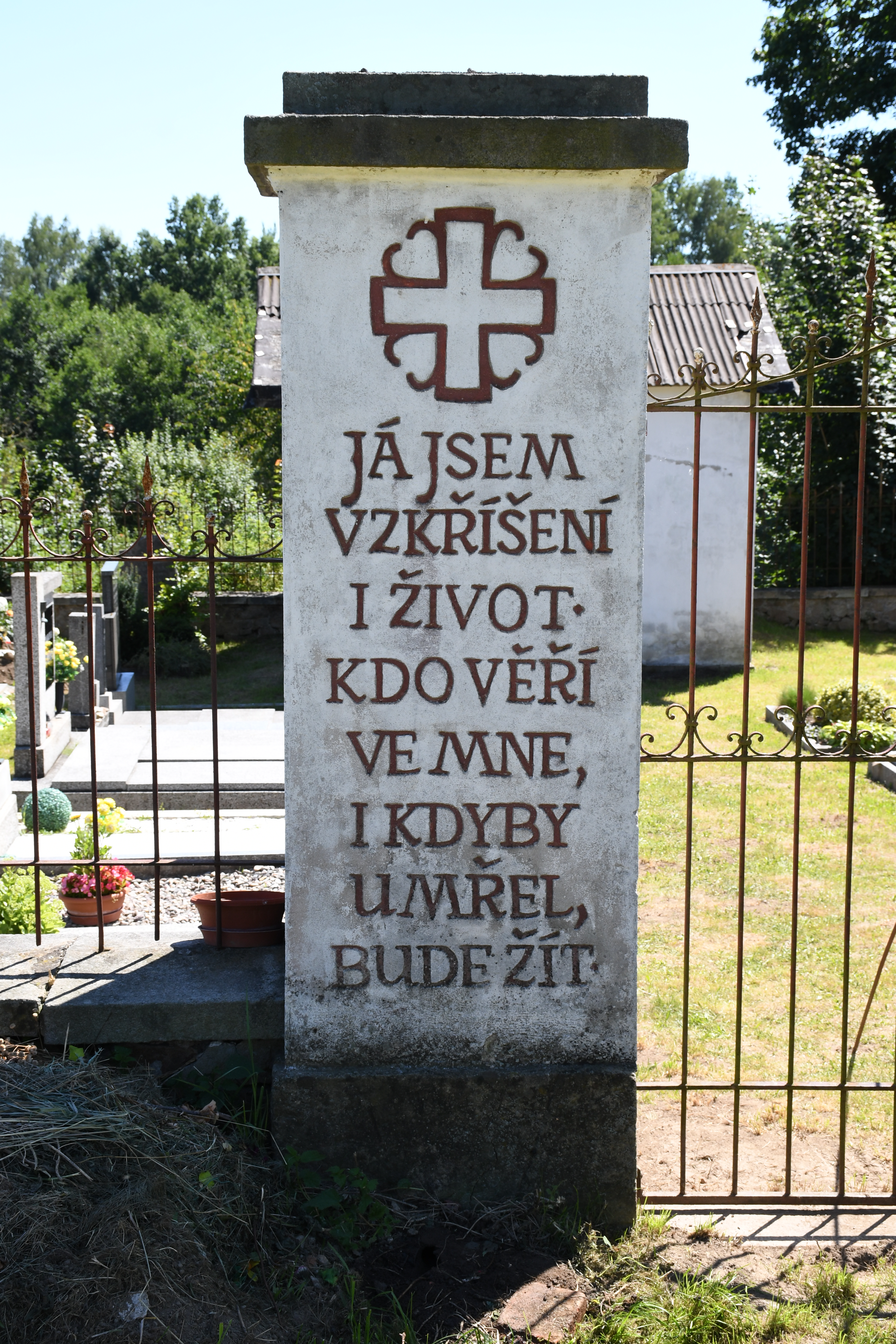
Levý sloupek brány
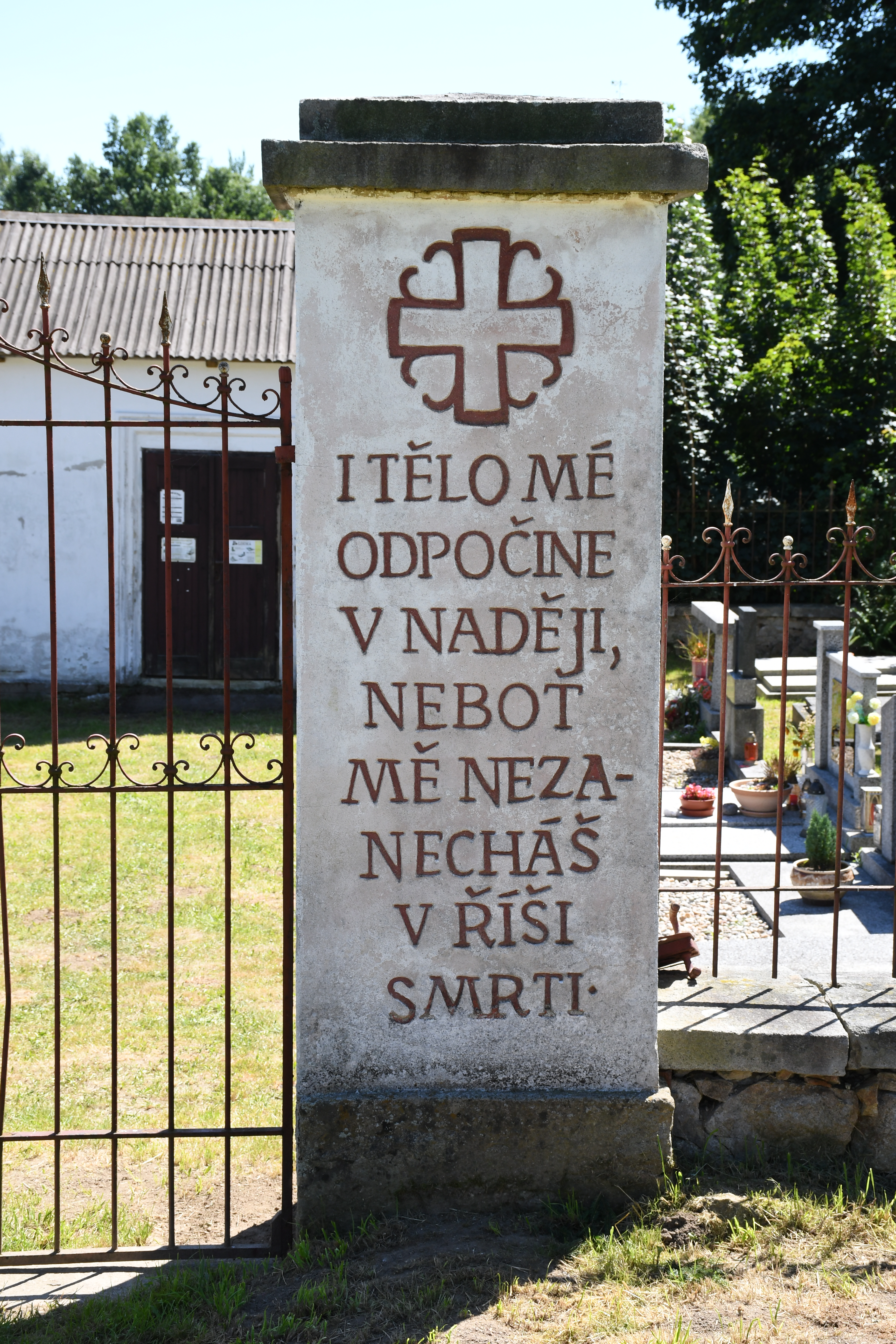
Pravý sloupek brány
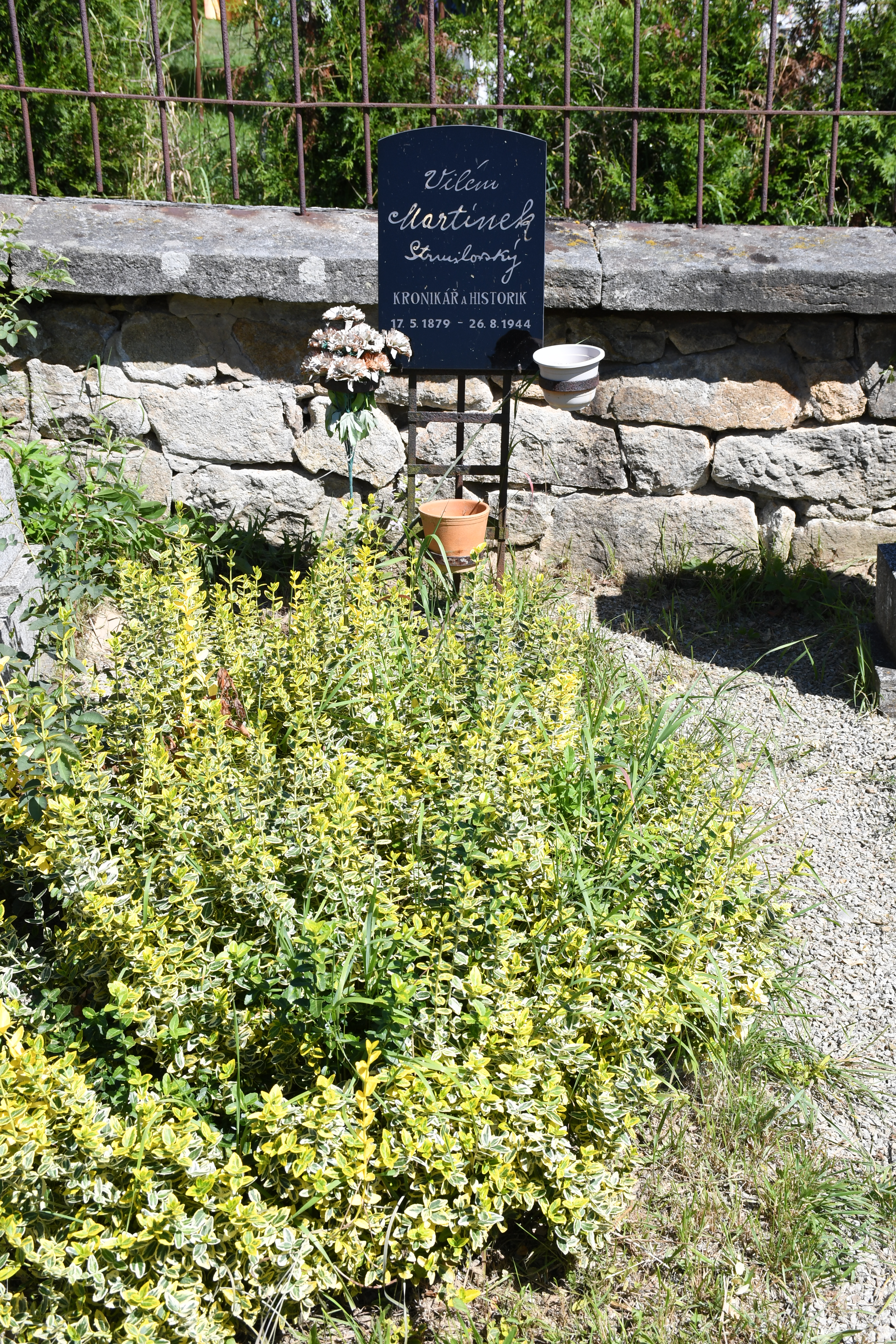
Hrob Viléma Martínka